# Coupe européenne féminine de handball 2022-2023
Navigation
Coupe européenne 2021-2022 Coupe européenne 2023-2024
La saison 2022-2023 de la Coupe européenne féminine de handball est la 3e édition de la compétition sous ce nom et ce format. Elle fait suite à la Coupe des Villes puis la Coupe Challenge et constitue en ce sens la 30e édition de la compétition organisée par l'EHF.

## Tours préliminaire

### Premier tour
| Équipe 1                 | Score   | Équipe 2               | Aller   | Retour  |
| ------------------------ | ------- | ---------------------- | ------- | ------- |
| Jomi Salerno             | 56 – 57 | Ankara Yenimahalle BSK | 34 – 33 | 22 – 24 |
| KHF Istogu               | 60 – 66 | ŽRK Cair Skopje        | 34 – 33 | 26 – 33 |
| Iuventa Michalovce       | 48 – 47 | Yellow Winterthur      | 22 – 23 | 25 – 25 |
| HV Quintus               | 73 – 35 | GAS Kamaterou          | 38 – 18 | 35 – 17 |
| ÍB Vestmannaeyja         | 47 – 43 | OF Néa Ionía           | 20 – 21 | 27 – 22 |
| HC Byala                 | 47 – 53 | Anagennisi Arta        | 21 – 21 | 26 – 32 |
| HC Cassa Rurale Pontinia | 51 – 58 | LK Zug Handball        | 27 – 26 | 32 – 24 |
| Antalya Konyaaltı        | 65 – 50 | AESH Pyléa             | 31 – 27 | 34 – 23 |
| BM Elche                 | 61 – 47 | ŽRK Naisa Niš          | 20 – 21 | 27 – 22 |
| JKS Jarosław             | 63 – 59 | HandbaL Venlo          | 27 – 29 | 36 – 30 |
| Lugi HF                  | 60 – 54 | Westfriesland SEW      | 31 – 23 | 29 – 31 |
| SC Witasek Ferlach       | 43 – 59 | H71 Tórshavn           | 23 – 30 | 20 – 29 |
| ADA de Sao Pedro do Sul  | 74 – 59 | HRK Grude              | 39 – 8  | 35 – 31 |
| Madeira Andebol SAD      | 56 – 43 | SSV Brixen Handball    | 25 – 22 | 31 – 21 |
| DHC Slavia Prague        | 71 – 36 | Holon HC               | 41 – 21 | 30 – 15 |
| PAOK Salonique           | 57 – 37 | ŽRK Metalurg Skopje    | 26 – 17 | 31 – 20 |
| JuRo Unirek VZV          | 46 – 39 | Dicken                 | 22 – 13 | 24 – 26 |
| PMF Mestrino             | 36 – 74 | La Calzada Gijon       | 21 – 40 | 15 – 34 |
| Maccabi Ramat Gan        | 69 – 48 | ŽRK Koumanovo          | 26 – 25 | 43 – 23 |
| HC DAC Dunajská Streda   | 53 – 57 | Valur Reykjavík        | 29 – 26 | 24 – 31 |
| ŽRK Borac Banja Luka     | 79 – 38 | AC Latsia              | 41 – 17 | 38 – 21 |
| Roomz JAGS WV            | 56 – 54 | Azeryol HC             | 31 – 25 | 25 – 29 |
| KPR Kobierzyce           | 85 – 32 | KHF Ferizaj            | 47 – 21 | 38 – 11 |
| Handball Käerjeng        | 43 – 55 | AC Alavarium           | 20 – 29 | 23 – 26 |
| HB Dudelange             | 40 – 41 | WAT Atzgersdorf        | 22 – 19 | 18 – 22 |
| Benfica Lisbonne         | 72 – 40 | UHC Stockerau          | 35 – 19 | 37 – 21 |
| KA/Þór                   | 43 – 54 | ŽRK Ǵorče Petrov       | 20 – 20 | 23 – 34 |

### Deuxième tour
Cinq équipes sont entrés à ce tour : 
- CB Atlético Guardés
- ŽORK Jagodina
- Házená Kynžvart
- Izmir BSB SK
- SC Galytchanka Lviv

| Équipe 1               | Score   | Équipe 2                | Aller   | Retour  |
| ---------------------- | ------- | ----------------------- | ------- | ------- |
| CB Atlético Guardés    | 72 – 39 | JuRo Unirek VZV         | 37 – 22 | 35 – 17 |
| ŽRK Ǵorče Petrov       | 85 – 52 | Roomz JAGS WV           | 45 – 26 | 40 – 26 |
| ŽRK Borac Banja Luka   | 46 – 84 | Benfica Lisbonne        | 22 – 34 | 24 – 50 |
| Iuventa Michalovce     | 59 – 44 | Lugi HF                 | 33 – 25 | 26 – 19 |
| LK Zug Handball        | 60 – 52 | HV Quintus              | 34 – 30 | 26 – 22 |
| WAT Atzgersdorf        | 40 – 67 | La Calzada Gijon        | 18 – 33 | 22 – 34 |
| BM Elche               | 48 – 46 | Valur Reykjavík         | 30 – 25 | 18 – 21 |
| ŽRK Cair Skopje        | 61 – 70 | Maccabi Ramat Gan       | 30 – 33 | 31 – 37 |
| ŽORK Jagodina          | 53 – 45 | Anagennisi Arta         | 22 – 20 | 31 – 25 |
| Ankara Yenimahalle BSK | 58 – 62 | Házená Kynžvart         | 29 – 35 | 29 – 27 |
| KPR Kobierzyce         | 54 – 46 | PAOK Salonique          | 26 – 23 | 28 – 23 |
| H71 Tórshavn           | 56 – 53 | DHC Slavia Prague       | 36 – 26 | 44 – 21 |
| Madeira Andebol SAD    | 52 – 47 | ÍB Vestmannaeyja        | 30 – 23 | 22 – 24 |
| Izmir BSB SK           | 59 – 52 | ADA de Sao Pedro do Sul | 30 – 25 | 29 – 27 |
| Antalya Konyaaltı      | 60 – 54 | SC Galytchanka Lviv     | 30 – 26 | 30 – 28 |
| JKS Jarosław           | 86 – 47 | AC Alavarium            | 34 – 30 | 26 – 22 |

### Huitièmes de finale
Les matchs aller se déroulent du 12 au 20 novembre et les matchs retour du 14 au 21 novembre 2022 :
| Équipe 1            | Score   | Équipe 2           | Aller   | Retour  |
| ------------------- | ------- | ------------------ | ------- | ------- |
| CB Atlético Guardés | 62 – 57 | H71 Tórshavn       | 34 – 31 | 28 – 26 |
| Antalya Konyaaltı   | 68 – 67 | Benfica Lisbonne   | 35 – 35 | 33 – 32 |
| Házená Kynžvart     | 47 – 61 | La Calzada Gijon   | 24 – 26 | 23 – 35 |
| Madeira Andebol SAD | 52 – 43 | LK Zug Handball    | 28 – 21 | 24 – 22 |
| BM Elche            | 58 – 42 | ŽORK Jagodina      | 31 – 19 | 27 – 23 |
| ŽRK Ǵorče Petrov    | 49 – 56 | JKS Jarosław       | 27 – 26 | 22 – 30 |
| KPR Kobierzyce      | 45 – 47 | Iuventa Michalovce | 20 – 22 | 25 – 25 |
| Izmir BSB SK        | 60 – 52 | Maccabi Ramat Gan  | 27 – 20 | 33 – 32 |

## Phase finale
|  | Quarts de finale      | Quarts de finale      | Quarts de finale        | Quarts de finale      |                     |                     | Demi-finales            | Demi-finales            | Demi-finales            | Demi-finales            |  |  | Finale                 | Finale                 | Finale                 | Finale                 |
|  |                       |                       |                         |                       |                     |                     |                         |                         |                         |                         |  |  |                        |                        |                        |                        |
|  | 12 et 18 février 2023 | 12 et 18 février 2023 | 12 et 18 février 2023   | 12 et 18 février 2023 |                     |                     | 19 mars et 25 mars 2023 | 19 mars et 25 mars 2023 | 19 mars et 25 mars 2023 | 19 mars et 25 mars 2023 |  |  | 30 avril et 7 mai 2023 | 30 avril et 7 mai 2023 | 30 avril et 7 mai 2023 | 30 avril et 7 mai 2023 |
|  | 12 et 18 février 2023 | 12 et 18 février 2023 | 12 et 18 février 2023   | 12 et 18 février 2023 |                     |                     | 19 mars et 25 mars 2023 | 19 mars et 25 mars 2023 | 19 mars et 25 mars 2023 | 19 mars et 25 mars 2023 |  |  | 30 avril et 7 mai 2023 | 30 avril et 7 mai 2023 | 30 avril et 7 mai 2023 | 30 avril et 7 mai 2023 |
|  | BM Elche              | BM Elche              | 25                      | 24                    |                     |                     | 19 mars et 25 mars 2023 | 19 mars et 25 mars 2023 | 19 mars et 25 mars 2023 | 19 mars et 25 mars 2023 |  |  | 30 avril et 7 mai 2023 | 30 avril et 7 mai 2023 | 30 avril et 7 mai 2023 | 30 avril et 7 mai 2023 |
|  | BM Elche              | BM Elche              | 25                      | 24                    |                     |                     | 19 mars et 25 mars 2023 | 19 mars et 25 mars 2023 | 19 mars et 25 mars 2023 | 19 mars et 25 mars 2023 |  |  | 30 avril et 7 mai 2023 | 30 avril et 7 mai 2023 | 30 avril et 7 mai 2023 | 30 avril et 7 mai 2023 |
|  | La Calzada Gijon      | La Calzada Gijon      | 20                      | 20                    |                     |                     | 19 mars et 25 mars 2023 | 19 mars et 25 mars 2023 | 19 mars et 25 mars 2023 | 19 mars et 25 mars 2023 |  |  | 30 avril et 7 mai 2023 | 30 avril et 7 mai 2023 | 30 avril et 7 mai 2023 | 30 avril et 7 mai 2023 |
|  | La Calzada Gijon      | La Calzada Gijon      | 20                      | 20                    | BM Elche            | BM Elche            | 22                      | 18                      |                         |                         |  |  | 30 avril et 7 mai 2023 | 30 avril et 7 mai 2023 | 30 avril et 7 mai 2023 | 30 avril et 7 mai 2023 |
|  | 11 et 19 février 2023 |                       |                         |                       | BM Elche            | BM Elche            | 22                      | 18                      |                         |                         |  |  | 30 avril et 7 mai 2023 | 30 avril et 7 mai 2023 | 30 avril et 7 mai 2023 | 30 avril et 7 mai 2023 |
|  |                       |                       | CB Atlético Guardés     | CB Atlético Guardés   | 23                  | 22                  |                         |                         |                         |                         |  |  | 30 avril et 7 mai 2023 | 30 avril et 7 mai 2023 | 30 avril et 7 mai 2023 | 30 avril et 7 mai 2023 |
|  | Madeira Andebol SAD   | Madeira Andebol SAD   | CB Atlético Guardés     | CB Atlético Guardés   | 23                  | 22                  | 26                      | 24                      |                         |                         |  |  | 30 avril et 7 mai 2023 | 30 avril et 7 mai 2023 | 30 avril et 7 mai 2023 | 30 avril et 7 mai 2023 |
|  | Madeira Andebol SAD   | Madeira Andebol SAD   | 18 mars et 26 mars 2023 |                       |                     |                     | 26                      | 24                      |                         |                         |  |  | 30 avril et 7 mai 2023 | 30 avril et 7 mai 2023 | 30 avril et 7 mai 2023 | 30 avril et 7 mai 2023 |
|  | CB Atlético Guardés   | CB Atlético Guardés   | 30                      | 21                    |                     |                     |                         |                         |                         |                         |  |  | 30 avril et 7 mai 2023 | 30 avril et 7 mai 2023 | 30 avril et 7 mai 2023 | 30 avril et 7 mai 2023 |
|  | CB Atlético Guardés   | CB Atlético Guardés   | 30                      | 21                    | CB Atlético Guardés | CB Atlético Guardés | 23                      | 20                      |                         |                         |  |  |                        |                        |                        |                        |
|  | 1er et 5 mars         |                       |                         |                       | CB Atlético Guardés | CB Atlético Guardés | 23                      | 20                      |                         |                         |  |  |                        |                        |                        |                        |
|  |                       |                       | Antalya Konyaaltı       | Antalya Konyaaltı     | 17                  | 33                  |                         |                         |                         |                         |  |  |                        |                        |                        |                        |
|  | Antalya Konyaaltı     | Antalya Konyaaltı     | Antalya Konyaaltı       | Antalya Konyaaltı     | 17                  | 33                  | 39                      | 36                      |                         |                         |  |  |                        |                        |                        |                        |
|  | Antalya Konyaaltı     | Antalya Konyaaltı     |                         |                       |                     |                     |                         |                         |                         |                         |  |  |                        |                        |                        |                        |
|  | Izmir BSB SK          | Izmir BSB SK          | 28                      | 33                    |                     |                     |                         |                         |                         |                         |  |  |                        |                        |                        |                        |
|  | Izmir BSB SK          | Izmir BSB SK          | 28                      | 33                    | Antalya Konyaaltı   | Antalya Konyaaltı   | 31                      | 27                      |                         |                         |  |  |                        |                        |                        |                        |
|  | 11 et 13 février 2023 |                       |                         |                       | Antalya Konyaaltı   | Antalya Konyaaltı   | 31                      | 27                      |                         |                         |  |  |                        |                        |                        |                        |
|  |                       |                       | Iuventa Michalovce      | Iuventa Michalovce    | 24                  | 33                  |                         |                         |                         |                         |  |  |                        |                        |                        |                        |
|  | Iuventa Michalovce    | Iuventa Michalovce    | Iuventa Michalovce      | Iuventa Michalovce    | 24                  | 33                  | 37                      | 25                      |                         |                         |  |  |                        |                        |                        |                        |
|  | Iuventa Michalovce    | Iuventa Michalovce    |                         |                       |                     |                     |                         | 25                      |                         |                         |  |  |                        |                        |                        |                        |
|  | JKS Jarosław          | JKS Jarosław          | 25                      | 29                    |                     |                     |                         |                         |                         |                         |  |  |                        |                        |                        |                        |
|  | JKS Jarosław          | JKS Jarosław          | 25                      | 29                    |                     |                     |                         |                         |                         |                         |  |  |                        |                        |                        |                        |
|  |                       |                       |                         |                       |                     |                     |                         |                         |                         |                         |  |  |                        |                        |                        |                        |

### Quarts de finale
| Équipe 1            | Score   | Équipe 2            | Aller   | Retour  |
| ------------------- | ------- | ------------------- | ------- | ------- |
| Antalya Konyaaltı   | 75 – 61 | Izmir BSB SK        | 39 – 28 | 36 – 33 |
| Madeira Andebol SAD | 50 – 51 | CB Atlético Guardés | 26 – 30 | 24 – 21 |
| Atticgo BM Elche    | 49 – 40 | La Calzada Gijon    | 25 – 20 | 24 – 20 |
| Iuventa Michalovce  | 62 – 54 | JKS Jarosław        | 37 – 25 | 25 – 29 |

### Demi-finales
| Équipe 1          | Score   | Équipe 2            | Aller   | Retour  |
| ----------------- | ------- | ------------------- | ------- | ------- |
| Antalya Konyaaltı | 58 – 57 | Iuventa Michalovce  | 31 – 24 | 27 – 33 |
| Atticgo BM Elche  | 40 – 45 | CB Atlético Guardés | 22 – 23 | 18 – 22 |

### Finale
| Équipe 1            | Score   | Équipe 2          | Aller   | Retour  |
| ------------------- | ------- | ----------------- | ------- | ------- |
| CB Atlético Guardés | 43 – 50 | Antalya Konyaaltı | 23 – 17 | 20 – 33 |

#### Finale aller
| 30 avril 2023 20h00 | CB Atlético Guardés | 23 – 17 | Antalya Konyaaltı                 | A Sangrina, Pontevedra Arbitrage : Marina Duplii, Olena Pobedrina |
| 30 avril 2023 20h00 | Sandra Santiago 7   | (15-10) | Sanja Premović et Alena Ikhneva 5 | A Sangrina, Pontevedra Arbitrage : Marina Duplii, Olena Pobedrina |
| 30 avril 2023 20h00 | ×0 ×4               | EHF     | ×1 ×6                             | A Sangrina, Pontevedra Arbitrage : Marina Duplii, Olena Pobedrina |

#### Finale retour
| 7 mai 2023 19h00 | Antalya Konyaaltı | 33 – 20 | CB Atlético Guardés | Antalya Sport Hall _Dilek Sabanci, Antalya Arbitrage : Marija Ilieva, Silvana Karbeska |
| 7 mai 2023 19h00 | Sanja Premović 9  | (16-7)  | Sandra Santiago 8   | Antalya Sport Hall _Dilek Sabanci, Antalya Arbitrage : Marija Ilieva, Silvana Karbeska |
| 7 mai 2023 19h00 | ×1 ×0             | EHF     | ×1 ×3               | Antalya Sport Hall _Dilek Sabanci, Antalya Arbitrage : Marija Ilieva, Silvana Karbeska |

## Les vainqueurs
| Vainqueur - Coupe Européenne 2022-2023 Antalya Konyaaltı 1er titre |